# Josef Ludwig Brems
Josef Ludwig Brems (Testelt, 7 agosto 1870 – Testelt, 5 aprile 1958) è stato un vescovo cattolico belga.

## Biografia
Josef Ludwig Brems nacque a Testelt, frazione di Scherpenheuvel-Zichem il 7 agosto 1870. L'anno successivo la famiglia Brems si trasferì a Herk-de-Stad.

### Formazione e ministero sacerdotale
Dopo il liceo, entrò nel convento di Averbode dei canonici regolari premostratensi. Gli fu dato il nome monastico di Ludwig. Studiò teologia.
Il 9 marzo 1895 fu ordinato presbitero da monsignor Benedetto Lorenzelli, internunzio apostolico in Belgio, Lussemburgo e Paesi Bassi. In seguito prestò servizio come missionario in varie parrocchie nel nord della Germania e in Danimarca. Nel 1904 fondò la parrocchia di San Norberto a Vejle.

### Ministero episcopale
Il 10 ottobre 1922 papa Pio XI lo nominò vicario apostolico di Danimarca e vescovo titolare di Roskilde (ossia la diocesi medioevale che comprendeva la città di Copenaghen, sua sede effettiva). Ricevette l'ordinazione episcopale il 25 gennaio successivo dal cardinale Desiré-Félicien-François-Joseph Mercier, arcivescovo metropolita di Malines, co-consacranti il vescovo di Liegi, Eupen e Malmédy Martin-Hubert Rutten e quello di 's-Hertogenbosch Arnold Frans Diepen.
Nel novembre del 1938 papa Pio XI accettò la sua rinuncia al governo pastorale del vicariato. Prese residenza in un convento di suore a Chênée e dopo la seconda guerra mondiale si trasferì nel suo villaggio natale, Testelt.
Morì a Testelt il 5 aprile 1958 all'età di 87 anni. È sepolto nel cimitero del convento di Averbode.

## Genealogia episcopale
La genealogia episcopale è:
- Cardinale Scipione Rebiba
- Cardinale Giulio Antonio Santori
- Cardinale Girolamo Bernerio, O.P.
- Arcivescovo Galeazzo Sanvitale
- Cardinale Ludovico Ludovisi
- Cardinale Luigi Caetani
- Cardinale Ulderico Carpegna
- Cardinale Paluzzo Paluzzi Altieri degli Albertoni
- Papa Benedetto XIII
- Papa Benedetto XIV
- Papa Clemente XIII
- Cardinale Bernardino Giraud
- Cardinale Alessandro Mattei
- Cardinale Pietro Francesco Galleffi
- Cardinale Giacomo Filippo Fransoni
- Cardinale Carlo Sacconi
- Cardinale Edward Henry Howard
- Cardinale Mariano Rampolla del Tindaro
- Cardinale Antonio Vico
- Cardinale Desiré-Félicien-François-Joseph Mercier
- Vescovo Josef Ludwig Brems